# مستشفى الملكة علياء العسكري
مستشفى الملكة علياء العسكري هو أحد مستشفيات المملكة الأردنية الهاشمية العسكرية، يقدم خدماته بالدرجة الأولى لمنتسبي القوات المسلحة وعائلاتهم في الأردن كثاني مستشفى عسكري بعد مدينة الحسين الطبية.
يقع المستشفى في منطقة طبربور في شمال غرب عمان ويعتبر مستشفى الملكة علياء العسكري المستشفى التحويلي لمنطقة طب اقليم الوسط (منطقة عمان، منطقة البلقاء، الاغوار الوسطى، مأدبا، سحاب)، ويتبع للمستشفى مركز طبي شامل – ماركا وقسم الرعاية النفسية في منطقة ماركا

## الطوابق
يشغل المشفى مساحة 17500 متر مربع ويتألف من:-
- المبنى الرئيسي للمستشفى يتكون من سبعة طوابق.
- ومبنى عيادات مكون من ثلاثة طوابق بسعة 56 عيادة اختصاص بدلاً من العيادات القديمة.
- ومبنى إدارة منفصل عن المستشفى يضم قسم أسنان وقسم غسيل كلى حديث وبمدخل خاص للمرضى للتسهيل عليهم [2]
- بالإضافة إلى مبنى العيادات الخارجية وسكن للممرضات ودار للحضانة ومصلى

## أقسام المشفى
- قسم الباطنية
- قسم الأطفال
- قسم أمراض القلب والشرايين: يقدم خدمات (تخطيط القلب المستمر-تخطيط القلب العادي)
- قسم النسائية والتوليد
- قسم الخداج: بسعة 42 حاضنة
- قسم الأشعة: يقدم خدمات تصوير الرنين المغناطيسي والتصوير الطبقي المحوري وتصوير الثدي، والأشعة السينية (Fluoroscopy).
- المختبرات الطبية: يضم (بنك الدم، ومختبر المستعجل، ومختبر الأنسجة، ومختبر الأحياء الدقيقة، ومختبر الكيمياء، مبحث دم، زراعة العينات بأنواعها، الفحوصات الروتينية)
- قسم العمليات الجراحية: بسعة 8 غرف عمليات ويقدم (جراحة العظام-جراحة الأطفال-جراحة المسالك البوليه-النسائيه والتوليد-جراحة العيون -الانف-الأذن الحنجرة)
- قسم الطوارئ
- وحدة غسيل الكلى: بسعة 28 جهاز وتقدم خدمة (القسطره الوريديه-خزعة الكلى-تنقية الدم)
- قسم المعالجة الفيزيائية بسعة 11 غرفة معالجة، وقاعة للتمارين الرياضية
- قسم جراحة
- قسم عظام
- قسم عناية حثيثية: بسعة 23 سرير
- قسم تنظير الجهاز الهضمي والقصبات الهوائية

الصيدلة:(الصيدلية المناوبة- صيدلية العمليات- صيدلية العيادات الخارجية المتخصصة) 